# Giulio De Florian
Giulio de Florian (né le 13 janvier 1936 à Ziano di Fiemme, dans la province de Trente, dans le Trentin-Haut-Adige, mort au même lieu le 17 février 2010 ) était un fondeur italien.

## Palmarès

### Jeux Olympiques
| Épreuve / Édition | Squaw Valley 1960 | Innsbruck 1964 | Grenoble 1968 |
| 15 km             | 14e               | 18e            | 15e           |
| 30 km             | 11e               |                | 5e            |
| 4 × 10 km         | 5e                | 5e             | 6e            |

### Championnats du monde
| Épreuve / Édition | Zakopane 1962 | Oslo 1966 |
| 30 km             | Bronze        |           |
| 4 × 10 km         |               | Bronze    |